# Altare del fuoco achemenide

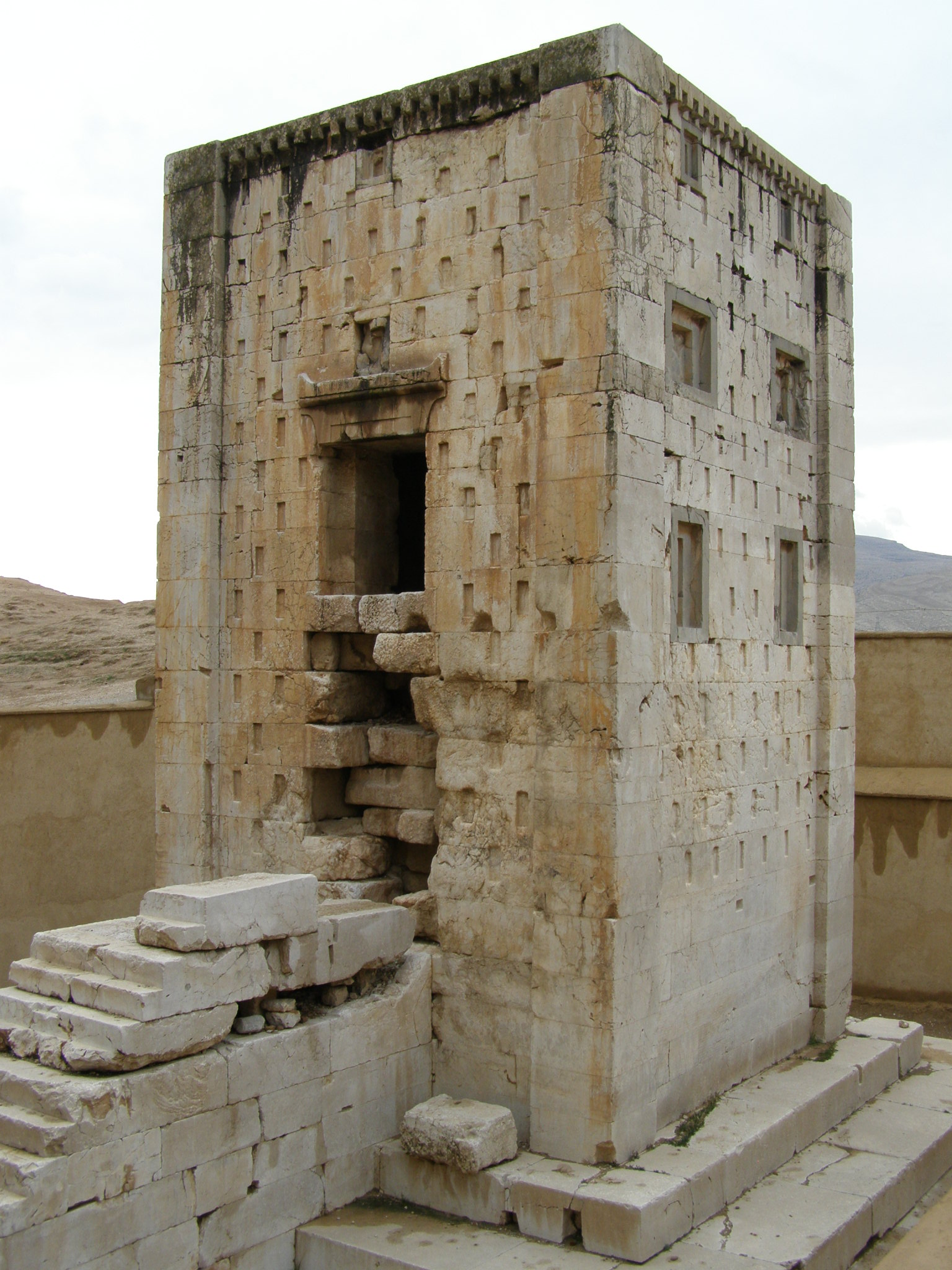
Ka'ba-ye Zartosht, tempio zoroastriano risalente al periodo achemenide nei pressi di Naqsh-i-Rustam, Iran

Nell'impero persiano l'Altare del fuoco achemenide era un edificio che custodiva "la fiamma eterna": questa fiamma rappresentava la purezza del culto dello zoroastrismo. I sacerdoti potevano avvicinarsi alla fiamma eterna soltanto con la  bocca coperta, per non rischiare di profanarla con il loro respiro. Secondo un mito Zarathustra morì durante un sacrificio di fronte all'altare del fuoco.